# Hymne festif
 (avril 2010).
Si vous disposez d'ouvrages ou d'articles de référence ou si vous connaissez des sites web de qualité traitant du thème abordé ici, merci de compléter l'article en donnant les références utiles à sa vérifiabilité et en les liant à la section « Notes et références ».
 (avril 2010).
- Si vous ne connaissez pas le sujet, laissez ce bandeau (vous pouvez alors contacter les auteurs).
- Si vous supprimez le contenu mis en cause (vous pouvez préalablement contacter les auteurs),

argumentez précisément cette suppression dans la page de discussion
(un manque de référence n'est pas un argument ; une recherche réelle de référence doit avoir été effectuée, être formellement documentée).
On nomme parfois[réf. souhaitée] hymne festif une chanson apparemment sans queue ni tête, ou encore aux paroles volontairement simplistes, mais au rythme entraînant et déchaînant quelque temps un engouement inattendu du public. Il s'agit souvent de chansons pouvant être facilement chantées en chœur sans préparation au cours de festivités associatives ou familiales.

## Historique
Les chansons à boire anciennes (Gaudeamus igitur) ainsi que les chansons estudiantines s'inscrivent dans ce folklore. En font partie également les chansons à répliques, comme Le Curé de Pomponne ou Les Vêpres du Falgoux, qui peuvent être chantées par un public qui n'en connaît pas encore les paroles, puisqu'on y reprend essentiellement en chœur celles du soliste avec une variation minime.

### Préambule
Avant même l'arrivée du disque dans les foyers, Nini peau d'chien (1889) et À la cabane bambou (1899) sont de très grands succès populaires. ils seront d'ailleurs enregistrés quelques décennies plus tard et connaîtront à nouveau la faveur du public.

### Époque du 78 tours
L'époque du 78 tours répand le genre avec des chansons comme Viens poupoule (Maillol, composé en 1902), Avoir un bon copain (Garat, 1931), Les gars de la marine (qui seront repris même par les Comedian harmonists).
 
Outre-Rhin, la chanson Ein Heller und ein Batzen (« Un sou et un écu ») connaît un grand succès (elle est aussi connue sous le nom de Heidi, Heido, Heida), mais restera associée par les Français aux troupes allemandes d'occupation, faisant prendre cette simple chanson à boire pour un hymne nazi et l'éliminant donc ipso facto des banquets.

### Époque du vinyle
Le genre continue à exister, avec le Tcha tcha tcha des thons (1958) de Jacques Hélian, Et v’lan passe-moi l’éponge (Popoff Baïtzouroff - Jacques Martin), chantée par Jacques Martin dans un sketch et reprise par Fernand Raynaud (1963), Allez donc vous faire bronzer (Distel, 1968), , La Danse des canards (1980) de J.J. Lionel, Viens boire un p'tit coup à la maison (en 1987 par Licence IV).
Le Yellow Submarine des Beatles n'est pas sans évoquer un remake des Gars de la marine ; une version française en sera d'ailleurs interprétée par Les Compagnons de la chanson, mais sans succès comparable à ses deux originaux.

### Époque du CD
Dans la lignée des chansons précédentes s'inscrit Tomber la chemise (1999), grand succès du groupe Zebda.